# Largometraje
Largometraje es una película de larga duración. La duración mínima difiere según la legislación de cada país u organismo que lo defina. Se establece una duración mínima de cuarenta minutos, según la Academia de las Artes y las Ciencias Cinematográficas estadounidense, el Instituto Estadounidense del Cine y el British Film Institute, o de 60 minutos, según el Diccionario de la lengua española, editado por la Real Academia Española.
El término ‘largometraje’ originalmente se refería al largometraje principal de un programa de cine que incluía un cortometraje y un noticiario. Los programas matinales, especialmente en Estados Unidos y Canadá, también incluían dibujos animados, una serie y un segundo largometraje los fines de semana.

## Historia

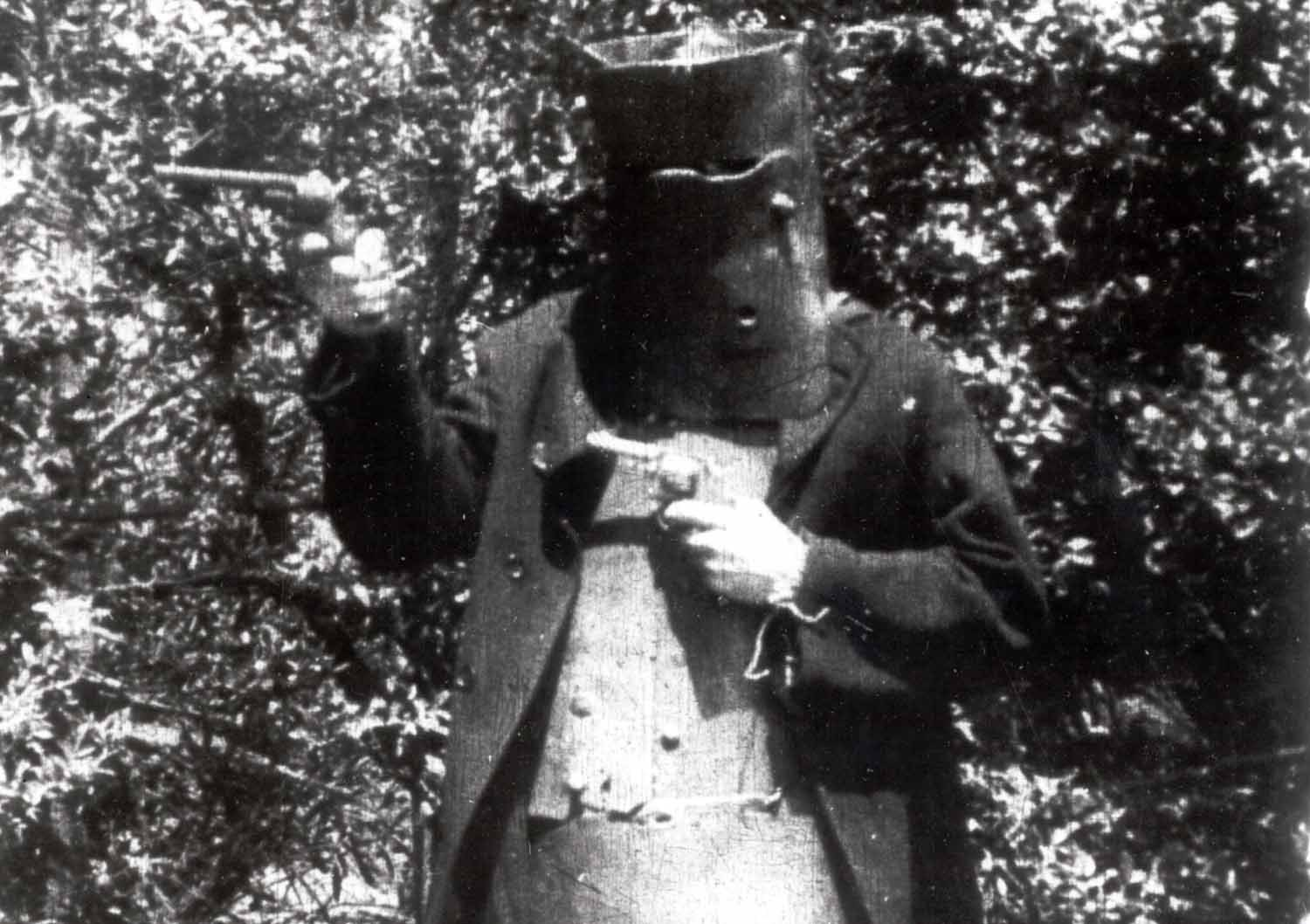
Captura de pantalla de La historia de la banda de Kelly (1906).

El primer largometraje documentado de la historia es Lubin's Passion Play, una representación de la Pasión producida por la Lubin Manufacturing Company y estrenada en enero de 1903. El filme, dirigido por Siegmund Lubin, se dividía en treinta y un partes, con una duración total de sesenta minutos. La compañía francesa Pathé Frères lanzaría —apenas unos meses más tarde, en mayo del mismo año— su propia representación cinematográfica de la Pasión de Cristo: La vida y la Pasión de Jesucristo, dividida en treinta y dos partes y con una duración de cuarenta y cuatro minutos.[cita requerida]